# Fritz-Reuter-Straße (München)
Die Fritz-Reuter-Straße wurde 1938 nach dem Schriftsteller Fritz Reuter (1810–1874) benannt. Sie ist eine Straße in den Münchner Stadtteilen Pasing und Obermenzing, die ab 1892 im Rahmen der Entwicklung der Villenkolonie Pasing I angelegt wurde. Sie beginnt am Wensauerplatz und endet an der Marsopstraße.

## Geschichte
Die Fritz-Reuter-Straße wurde ab 1892 angelegt und bereits in den 1890er Jahren in ganzer Länge relativ geschlossen mit kleinen Villen bebaut, von denen die meisten im Heimatstil gehalten waren und der Straße den Giebel zuwandten. Die meisten Häuser wurden stark verändert und bereits in den folgenden Jahrzehnten vergrößert. Nach 1945 entstanden wenige neuere Bauten zwischen den alten Häusern.   

## Baudenkmäler
- Fritz-Reuter-Straße 1 (Wohnhaus)
- Fritz-Reuter-Straße 1b (Villa)
- Fritz-Reuter-Straße 2a (Villa)
- Fritz-Reuter-Straße 3 (Wohnhaus)
- Fritz-Reuter-Straße 6 (Villa)
- Fritz-Reuter-Straße 8 (Villa)
- Fritz-Reuter-Straße 10 (Villa)
- Fritz-Reuter-Straße 11 (Villa)
- Fritz-Reuter-Straße 16 (Villa)
- Fritz-Reuter-Straße 18 (Villa)
- Fritz-Reuter-Straße 19a (Villa)
- Fritz-Reuter-Straße 22 (Villa)
- Fritz-Reuter-Straße 26 (Villa)
- Fritz-Reuter-Straße 27 (Villa)
- Fritz-Reuter-Straße 30 (Villa)
- Fritz-Reuter-Straße 34 (Villa)

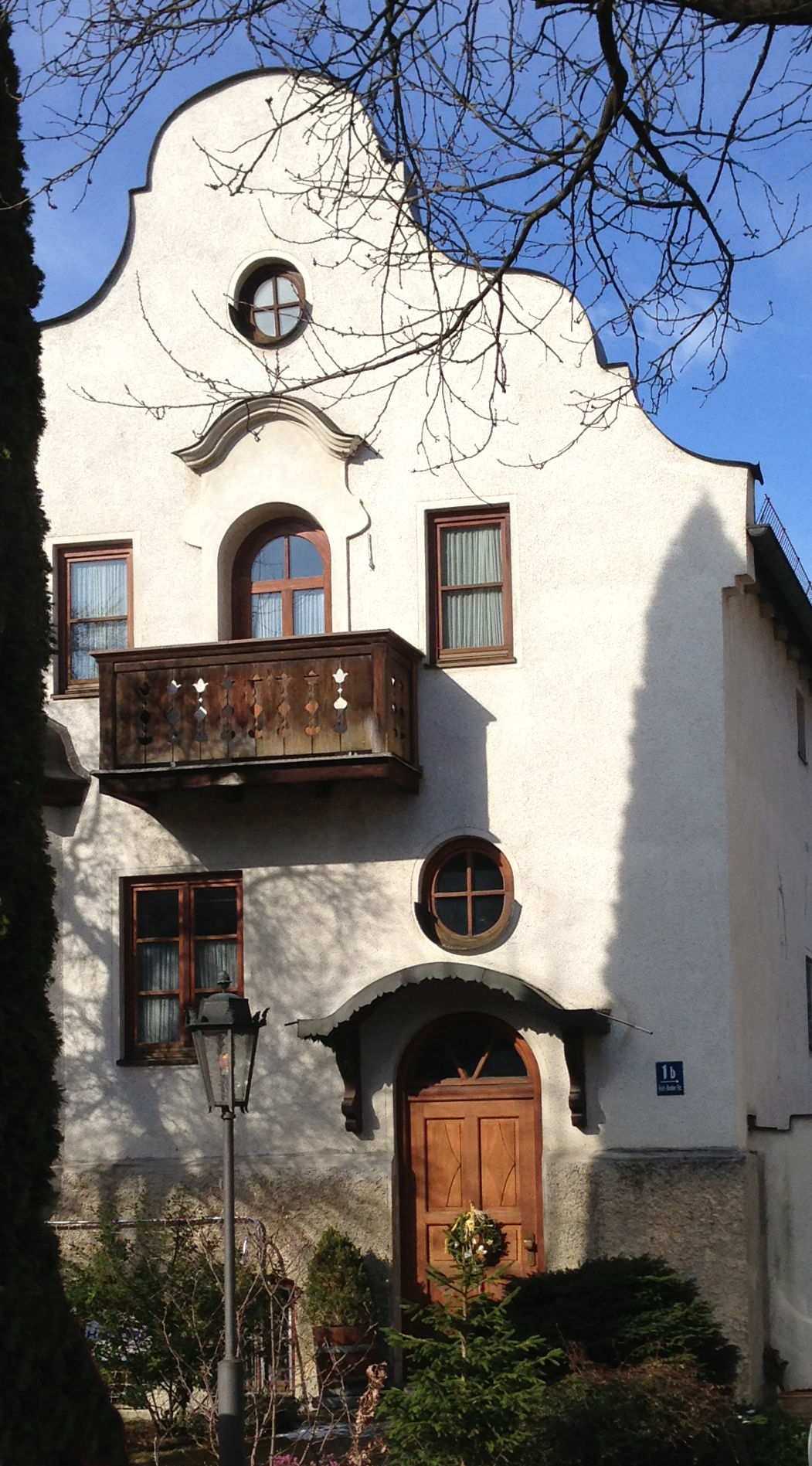
Fritz-Reuter-Straße 1b
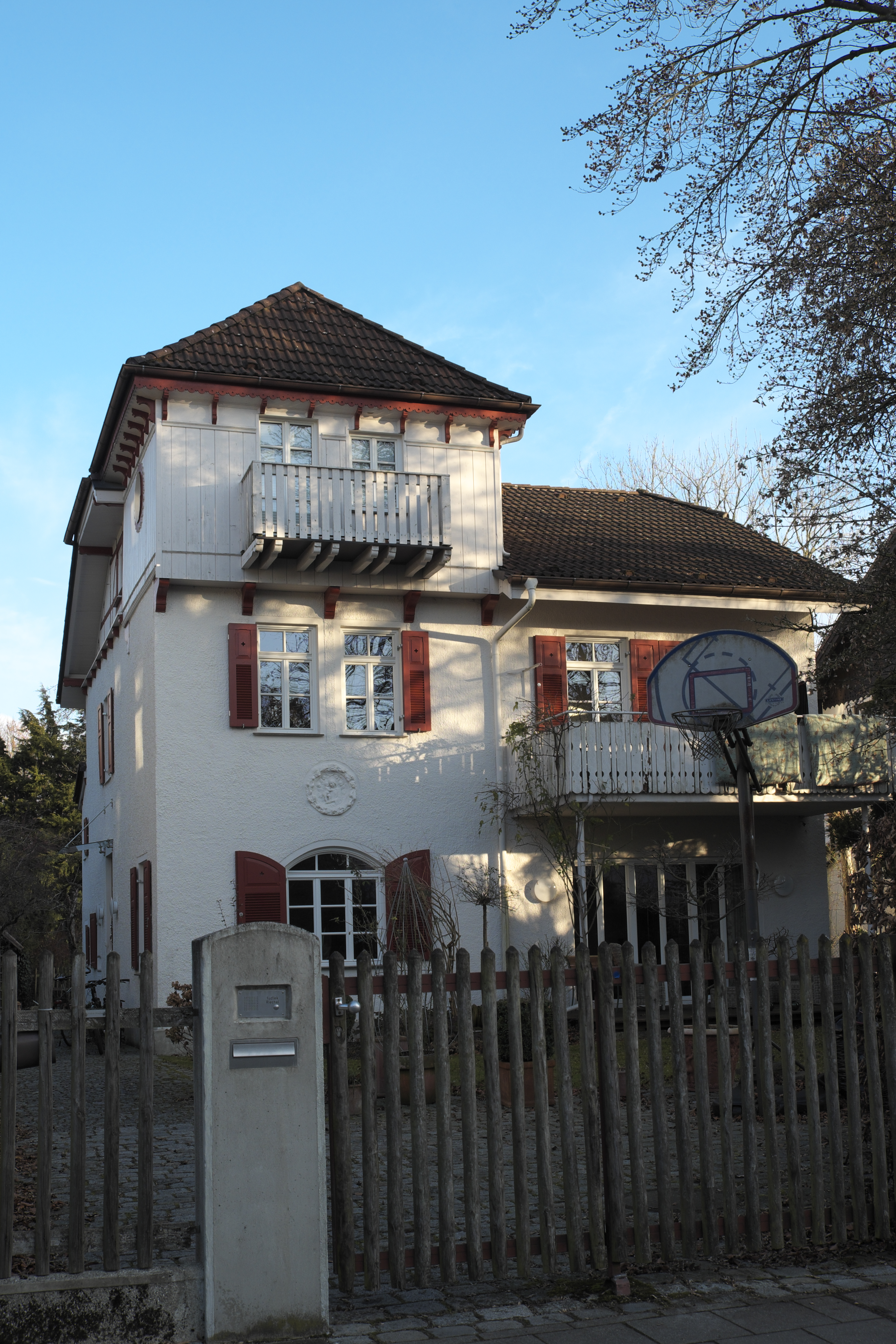
Fritz-Reuter-Straße 8
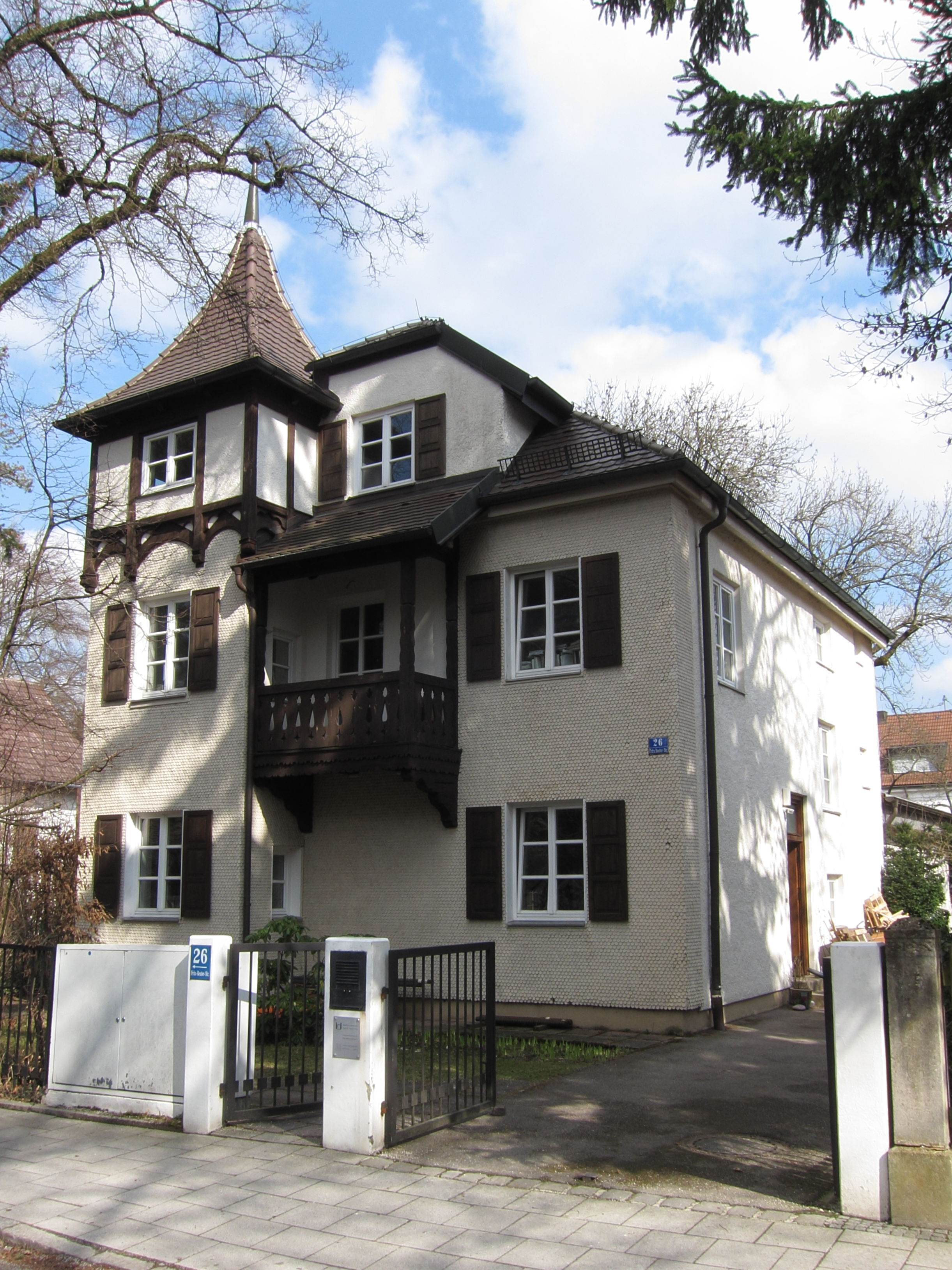
Fritz-Reuter-Straße 26